# Hans Dekkers (1928)
Johannes Lambertus (Hans) Dekkers (Helmond, 16 juni 1928 – Eindhoven, 30 augustus 1984) was een Nederlands wielrenner. Hij was professional in de periode 1951-1955.
Nadat hij in 1949 als amateur de Omloop der Kempen had gewonnen, werd hij in 1950 tweede bij het nationaal wegkampioenschap voor amateurs achter Wim Dielissen. Een jaar later werd hij bij de profs nationaal kampioen door Wim van Est en Wout Wagtmans in de sprint te verslaan. In dat jaar maakte hij ook zijn debuut in de Tour de France. Na de beruchte val van Wim van Est stapte de hele ploeg echter op.
In 1952 werd Dekkers opnieuw nationaal kampioen. Ook dat jaar reed hij de Tour de France. Hij won de 19e rit van Pau naar Bordeaux. Hij was de eerste in een reeks die door Jan Nolten, Henk Faanhof en Wout Wagtmans in de daaropvolgende jaren werd voortgezet. Hij eindigde 60e in het eindklassement.
In 1955 stopte Dekkers met wielrennen en vond een baan bij de landmacht. Hij overleed in 1984 op 56-jarige leeftijd.

## Palmares
1949
- Omloop der Kempen
- 2e bij het nationaal kampioenschap op de weg voor amateurs

1950
- 2e bij het nationaal kampioenschap op de weg voor amateurs
- 2e in de Ronde van Limburg (Nederland)

1951
- Nederlands kampioen op de weg, Elite
- Ronde van Noord-Holland

1952
- Nederlands kampioen op de weg, Elite
- 19e etappe Ronde van Frankrijk
- 5e etappe Ronde van Nederland

1953
- Scheldeprijs

## Resultaten in voornaamste wedstrijden
| Jaar | Ronde van Italië | Ronde van Frankrijk | Ronde van Spanje |
| ---- | ---------------- | ------------------- | ---------------- |
| 1951 |                  | opgave              |                  |
| 1952 |                  | 60e (1)             |                  |
| 1953 |                  |                     |                  |

| Jaar | Luik-Bast.‑Luik | Parijs-Tours |  | WK op de weg |
| ---- | --------------- | ------------ |  | ------------ |
| 1951 |                 | 14e          |  | 10e          |
| 1952 | 51e             |              |  | 11e          |
| 1953 |                 |              |  | opgave       |